# 上日耳曼尼亞

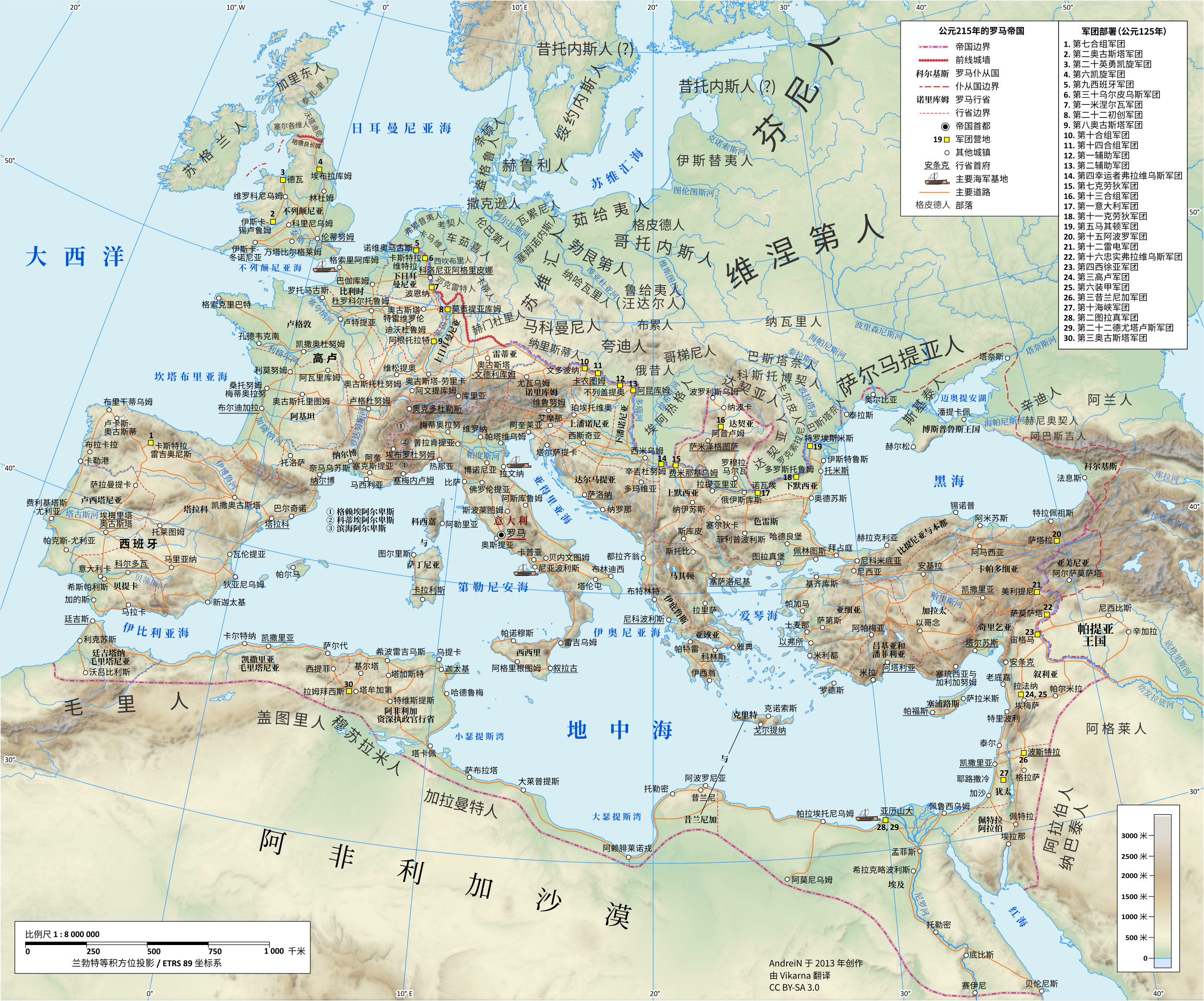
哈德良統治時期（117年-138年）的羅馬帝國，顯示萊茵河上游的元首行省上日耳曼尼亞（Franche-Comté/Alsace-Lorraine/Baden-Württemberg）與125年佈署的2個羅馬軍團

117年的羅馬帝國省份

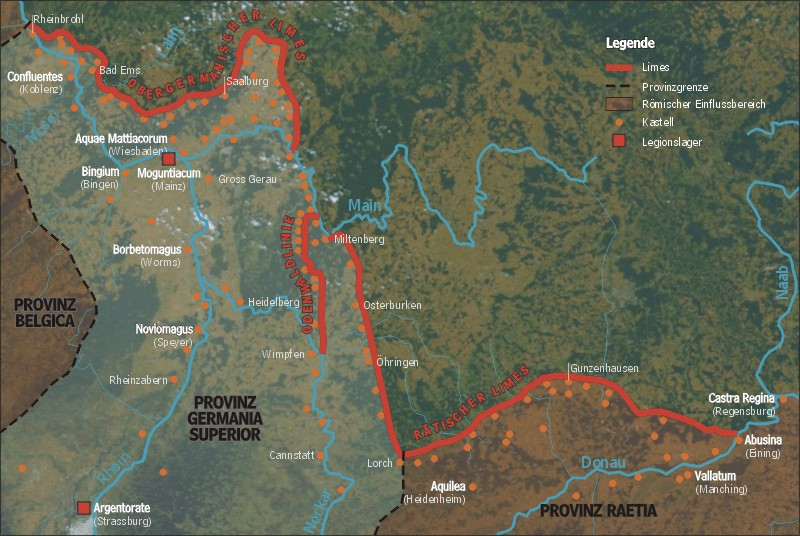
上日耳曼尼亞省北部地區與日耳曼長城

上日耳曼尼亞（拉丁語：Germania Superior），是羅馬帝國的行省之一，因為位處下日耳曼尼亞的上游地區而得名，包括萊茵河中游、現今的瑞士西部、法國侏羅與阿尔萨斯地區、德國南部，以日耳曼長城為邊界，東南方與阿爾卑斯山山區省份拉埃提亞接壤，重要城市有首府美因茨、貝桑松、史特拉斯堡及威斯巴登。

## 沿革

### 最初與羅馬的關聯
「上日耳曼尼亞」與「下日耳曼尼亞」的名稱未出現在尤利烏斯·凱撒的《高盧戰記》中。下日耳曼尼亞原為貝爾蓋人所佔領，上日耳曼尼亞為高盧部落赫爾維蒂人、塞夸尼人、呂契人以及特雷維里人等佔領，另外在萊茵河中游北岸，阿里奧維斯圖領導的日耳曼部隊殘部企圖攻取維森奇奧（Vesontio，今貝桑松）但公元前58年被凱薩擊敗。
此後羅馬人並未放棄這個地區。卡西烏斯·狄奧指出，在他統治的最初的五年期間（前28年－前23年），屋大維以這些省份有叛亂的危險，而由他獨自統率軍隊以恢復治安為理由，取得了主要元老院行省的直屬總督級職位。之後十年這些省份恢復屬於元老院，在元老院推選的總督轄下。
上日耳曼尼亞是這些獨立省份之一，顯然在共和時期最後數年已成為共和羅馬的一省。塔西佗在其《編年史》也提及「上日耳曼尼亞行省」，卡西烏斯·狄奧將日耳曼部落視為塞爾特人，可能是因當時以貝爾蓋人之名指稱下日耳曼尼亞人而產生的印象。狄奧未提及邊界，但他將上日耳曼看作向萊茵河源頭的延伸，但不確定其對於在瑞士境內、來自康斯坦茨湖的萊茵河上游部分是否有所認識。現今一般以萊茵河流經上日耳曼尼亞的區段為萊茵河中游。

### 帝國的界限
奧古斯都計畫將全部日耳曼尼亞核心地區合併為一個行省「大日耳曼尼亞」（Magna Germania），這個計畫在條頓堡森林戰役中遭到阻撓。奧古斯都決定將羅馬帝國的疆域界限定在萊茵河-多瑙河的邊界。此後，沿著邊界發生了頻繁的軍事衝突與挫敗，促使羅馬人發動懲罰性遠征以及增強上日耳曼尼亞的防禦。
前12年之前，由杜路蘇斯建立經營的主要軍事基地位於維提拉堡（Castra Vetera，今克桑滕）與莫根提亞肯（Mogontiacum，美因茨），要塞體系逐漸圍繞著這些基地發展起來。在69年至70年間，全部沿萊茵河、多瑙河分布的羅馬防禦工事都在日耳曼的叛亂與羅馬軍團之間的內戰中被摧毀。當此次猛烈而短暫的社會動盪結束後，羅馬人比以往更廣泛地重新建立這些防禦工事，並修築了一條連通美因茨與奧格斯堡的道路。
83年至85年間，圖密善發動對法蘭克福北部卡蒂人的戰爭（黑森名稱即來自卡蒂人部落名），此時羅馬人已建構出前線地區及持續增築堡壘的邊境，由無障礙的前哨區域、實用的柵欄、木造瞭望臺與道路交會處的堡壘所組成。此防禦體系最遲於90年已發展臻於極致，由一條穿越歐登瓦德山的羅馬道路及其他次要道路網絡將所有的堡壘與塔樓連結起來。
公元90年，上日耳曼尼亞被重新設為一個皇帝行省，並從盧格敦高盧併入大量領地，重劃後第一任且最有名的一任總督就是後來的皇帝圖拉真，在任期間為96年至98年即帝位為止。原赫爾維蒂人的拓居地區成為上日耳曼尼亞行省的一部分。

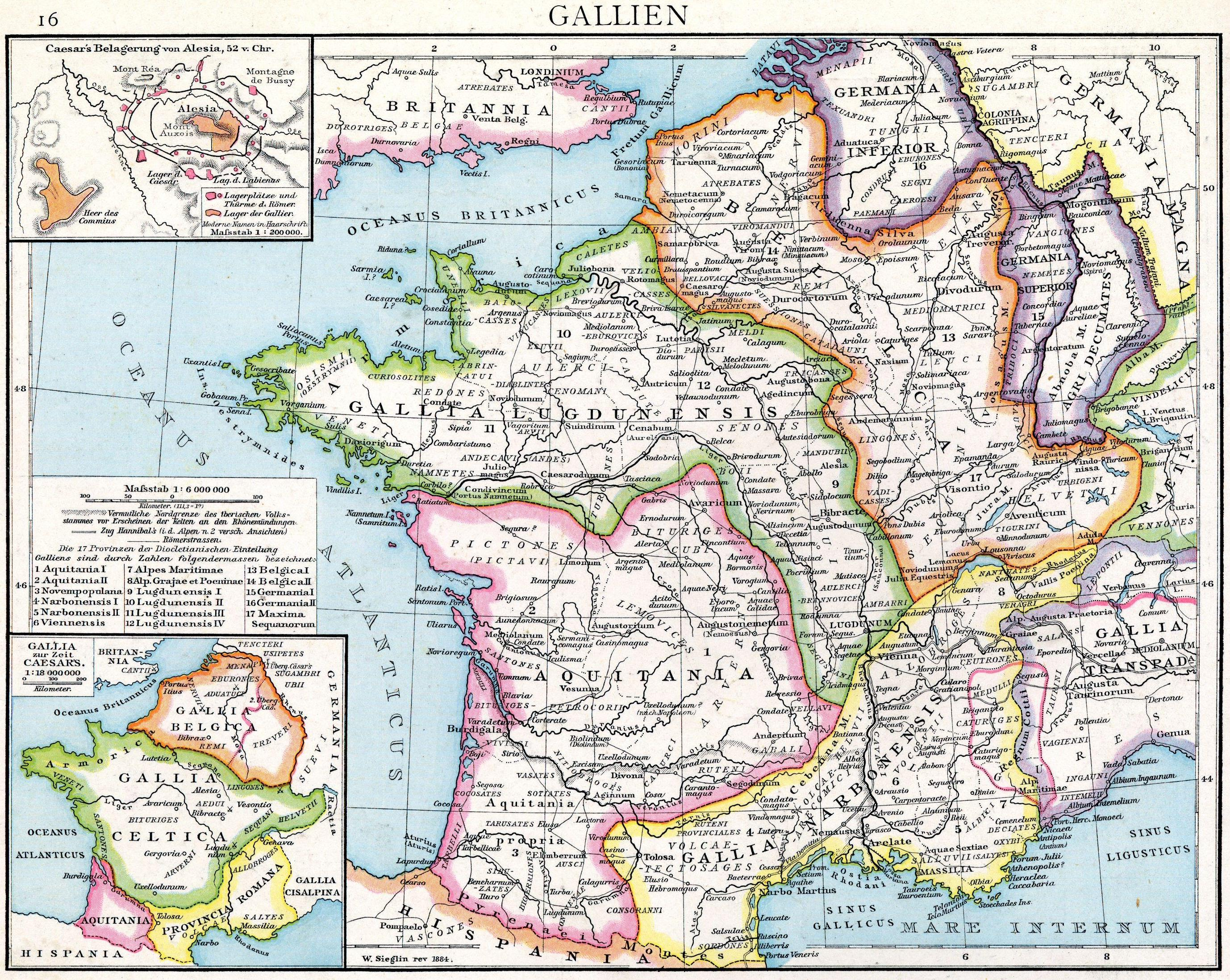
上日耳曼尼亞位在地圖編號15紫色區塊中央位置。

3世紀的上日耳曼尼亞與下日耳曼尼亞。

### 防禦性戰略
決定日耳曼長城發展的計劃相當簡單。從戰略的觀點而言，阿里奧維斯圖麾下的日耳曼人曾企圖開拓的阿格里戴克美特地區，或萊茵河、多瑙河之間的地帶，提供了一條介於凱爾特人與日耳曼人之間的線狀隆起地形。沿著整體水系分布的凱爾特人密集聚居的新拓殖地被這條隆起線一分為二，羅馬侵略軍能在黑森林的掩蔽下向上移動。羅馬人的防禦工事因而徑直穿過隆起的底部，拒守被保護的廊道並縮短戰線。
關鍵點是位於莫根提亞肯（Mogontiacum，美因茨）的隆起地形的肩部駐有大批機動部隊（masse de manoevre）或戰略儲備，可以相當輕鬆地防守遍布森林各處的堡壘，且這些保壘因此經常被阿勒曼尼人縱火，卻提供了預警效果。受到通知時，羅馬軍團會自美因茨或史特拉斯堡或位在另一側的奧格斯堡發起預防性與懲罰性的攻擊行動。
整個防禦體系僅在重裝部隊集結於美因茨時才能發揮成效。不論古代或近代，只有定點防守稱不上好的防禦，定點防守充其量只能供預警或拖延直到發起反攻，尚須有另外的攻擊武力。
隨後的數年和平時期，長城喪失其暫時功能，漸有村莊（Vici）或社區在堡壘周圍發展起來。不晚於150年，塔樓與基地已用石材重建，士兵們居住於城牆範圍內、以壁畫裝飾的優質石造營房。日耳曼文化也已改變，從前凱薩曾經記述支持阿里奧維斯圖戰鬥的蘇維匯人的毛刷狀茅屋，但此時卡蒂人與阿勒曼尼人已居住於長城周遭舒適的羅馬化村莊。

## 行省的終結
公元300年左右，當羅馬帝國喪失對最南端省份的控制權時，戴克里先將上日耳曼尼亞的南部（瑞士）地區併入大塞夸諾倫省（Provincia Maxima Sequanorum）。5世紀初，上日耳曼尼亞南部、大塞夸諾倫都被勃艮第王國吞併，北部地區則成為阿勒曼尼亞（Alemannia）的一部分。

## 聚落（Civitates）
除了主要城鎮和軍營，還有較小的平民村莊（Vici）：
- 阿爾蔡（Altiaia）[3]
- 艾森贝格（Eisenberg）[4]
- 羅肯豪森（Rockenhausen）[5]
- 大蓋勞（Groß-Gerau）[6]
- 黑爾登貝格（Heldenbergen）[7]

上日耳曼尼亞目前已知的城邦（Civitates）：
- 拉登堡 Ladenburg（Lopodunum，即Civitas Ulpia Sueborum Nicretum）
- 溫普芬 Wimpfen（Civitas Alisinensium）
- 斯圖加特-巴特坎施塔特 Stuttgart-Bad Cannstatt（Civitas Aurelia G...）[8]
- 羅滕堡 Rottenburg（Sumelocenna，即Civitas Sumelocennens）
- 罗特韦尔 Rottweil（Arae Flaviae）
- 巴登-巴登 Baden-Baden（Aquae，即Civitas Aquensis）
- 美因茨 Mainz（Mogontiacum，即Civitas Aresacium）
- 沃爾姆斯 Worms（Borbetomagus，即Civitas Vangionum）
- 施派爾 Speyer（Noviomagus，即Civitas Nemetum）
- 威斯巴登 Wiesbaden（Mattiacorum，即Civitas Mattiacorum）
- 黑登海姆 Heddernheim（Nida，即Civitas Taunensium）
- 迪堡 Dieburg（Civitas Auderiensium）

重要村莊（Erwähnenswerte　Vici）：
- 肯普拉滕（Centum Prata，Kempraten）
- 蘇黎世（Turicum，Zürich）
- 溫特圖爾（Vitudurum，Winterthur）

### 引用
1. ↑  .   [2013-08-07]. （原始内容存档于2012-07-13）.
2. ↑  Tacitus: Annales, 3.41, 4.73, 13.53.
3. ↑  Angelika Hunold: Der römische vicus von Alzey. Archäologische Schriften des Instituts für Vor- und Frühgeschichte der Johannes-Gutenberg-Universität Mainz. Mainz, 1997, 5. Band
4. ↑  Helmut Bernhard u. a.: Der römische Vicus von Eisenberg. Ein Zentrum der Eisengewinnung in der Nordpfalz. Archäologische Denkmäler in der Pfalz. Germersheim, 2008, 1. Band
5. ↑  Mathias Faul: Ein bislang unbekannter vicus in der Nordpfalz. In: Berichte zur Archäologie in Rheinhessen und Umgebung. Mainz, 2008, 1. Band, S. 30–34
6. ↑  Carsten Wenzel: Groß-Gerau I. Der römische Vicus von Groß-Gerau, „Auf Esch“. Die Baubefunde des Kastellvicus und der Siedlung des 2.–3. Jahrhunderts. Habelt, Bonn 2009, ISBN 978-3-7749-3637-9 (Frankfurter Archäologische Schriften 9)
7. ↑  Wolfgang Czysz: Heldenbergen in der Wetterau. Feldlager, Kastell, Vicus. Mainz 2003, ISBN 3-8053-2834-6 (Limesforschungen 27)
8. ↑  Klaus Kortüm: Städte und kleinstädtische Siedlungen. Zivile Strukturen im Hinterland des Limes. In: Imperium Romanum. Roms Provinzen an Neckar, Rhein und Donau. Archäologisches Landesmuseum Baden-Württemberg, Esslingen 2005, ISBN 3-8062-1945-1, S. 154–164; C. Sebastian Sommer: Die städtischen Siedlungen im rechtsrheinischen Obergermanien. In: Hans-Joachim Schalles (Hrsg.): Die römische Stadt im 2. Jahrhundert n. Chr. Der Funktionswandel des öffentlichen Raumes. Kolloquium Xanten 2. bis 4. Mai 1990, Rheinland-Verlag, Köln 1992, ISBN 3-7927-1252-0 (Xantener Berichte 2), S. 119–141

## 外部連結
- The Fleets and Roman Border Policy
- LIMES GERMANIAE SUPERIORIS Germany.